# Kōzuki Yoshio
Kōzuki Yoshio (japanisch 上月良夫; * 7. November 1886 in der Präfektur Kumamoto; † 3. April 1971 in der Präfektur Tokio) war ein japanischer Offizier und zuletzt Generalleutnant der Kaiserlichen Armee, der während des Zweiten Weltkrieges unter anderem zwischen 1942 und 1943 Oberbefehlshaber der 2. Armee (Dai-ni-gun), von 1944 bis 1945 Oberbefehlshaber der 11. Armee (Dai-jūichi-gun) sowie zuletzt 1945 bis zur Kapitulation Japans am 2. September 1945 Oberbefehlshaber der aus der Chōsen-Armee hervorgegangenen 17. Regionalarmee in Korea war.

## Leben
Kōzuki Yoshio absolvierte eine Offiziersausbildung an der Heeresoffizierschule (Rikugun Shikan Gakkō), die er am 27. Mai 1909 abschloss. Daraufhin trat er in die Kaiserlichen Armee (Dai-Nippon Teikoku Rikugun) ein und fand in der Folgezeit zahlreiche Verwendungen als Offizier. Später war er auch Absolvent der Heereshochschule (Rikugun Daigakkō) und schloss diese am 27. November 1917 ab. Nach verschiedenen weiteren Verwendungen als Offizier und Stabsoffizier wurde er am 8. August 1932 zum Oberst (taisa) befördert und war daraufhin zwischen dem 8. August 1932 und dem 15. März 1935 Leiter des Referats Kontrolle im Büro für wirtschaftliche Mobilmachung des Heeresministeriums (Rikugun-shō). Nachdem er vom 15. März 1935 bis zum 22. Juli 1937 Kommandeur des 11. Infanterieregiments war, war er vom 22. Juli bis zum 26. August 1937 zum Hauptquartier der 5. Division in Hiroshima abgeordnet.
In dieser Zeit erfolgte am 2. August 1937 seine Beförderung zum Generalmajor (shōshō), woraufhin er zwischen dem 26. Juli 1937 und dem 15. Juli 1938 erst Kommandeur der 40. Infanteriebrigade sowie im Anschluss vom 15. Juli 1938 bis zum 12. September 1939 Leiter des Büros für wirtschaftliche Mobilmachung des Heeresministerium war. Er wurde am 2. Oktober 1939 zum Generalleutnant (chūjō) befördert und war zwischen dem 9. März und dem 28. September 1940 Leiter für Transport im Hauptquartier des Heeres. Zeitgleich fungierte er vom 9. März bis zum 8. Juni 1940 als Kommandeur des 1. Verschiffungskommandos beziehungsweise zuletzt zwischen dem 8. Juni und dem 28. September 1940 als Kommandeur des Verschiffungskommandos. Im weiteren Verlauf des Zweiten Weltkrieges war er vom 28. September 1940 bis zum 1. Juli 1942 Kommandeur der 19. Division (Dai-jūku Shidan), der sogenannten „Tiger-Division“ (Tora-heidan). Anschließend übernahm er am 1. Juli 1942 den Posten als Oberbefehlshaber der während des Pazifikkrieges wieder aufgestellten 2. Armee (Dai-ni-gun) und behielt diesen bis zum 28. Mai 1943, woraufhin Generalleutnant Shichida Ichirō ihn ablöste. Zu Beginn befand sie sich unter dem Befehl der 1. Regionalarmee, die im japanischen Marionettenstaat Mandschukuo als Teil der Kwantung-Armee stationiert war. Er selbst wiederum löste am 28. Mai 1943 Generalleutnant Shichida Ichirō als Oberbefehlshaber der Garnisonsarmee Mongolei (Chūmōgun) ab und hatte dieses Kommando bis zu seiner Ablösung durch Generalleutnant Nemoto Hiroshi am 22. November 1944 inne.

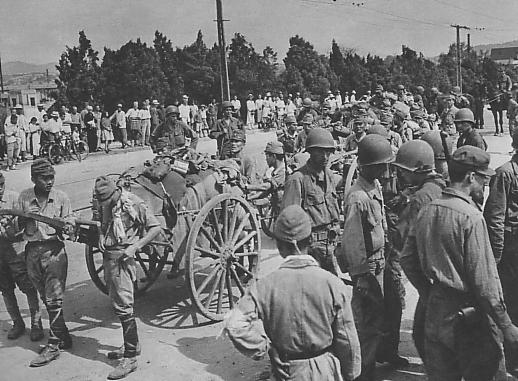
Rückzug der Truppen der 17. Regionalarmee in Korea.

Zum Ende der Operation Ichi-gō (19. April bis 11. Dezember 1944) im Zweiten Japanisch-Chinesischen Krieg löste Generalleutnant Kōzuki am 22. November 1944 Generalleutnant Yokoyama Isamu als Oberbefehlshaber der 11. Armee (Dai-jūichi-gun) ab. Er hatte diese Funktion in China bis zum 7. April 1945 inne und wurde daraufhin von Generalleutnant Kasahara Yukio abgelöst. Zuletzt wurde er am 7. April 1945 Nachfolger von General Itagaki Seishirō als Oberbefehlshaber der aus der Chōsen-Armee (Chōsen-gun) hervorgegangenen 17. Regionalarmee (Dai-jūnana hōmen gun) in Korea und behielt diesen Posten bis zur Kapitulation Japans am 2. September 1945.
Nach der Kapitulation war Kōzuki Yoshio zwischen dem 19. Dezember und dem 15. Juni 1946 Vize-Minister für Demobilisierung sowie anschließend vom 15. Juni 1946 bis zum 15. Oktober 1947 Leiter des 1. Demobilisierungsbüros der Agentur für Demobilisierung, ehe er zuletzt zwischen dem 15. Oktober 1947 und dem 16. Oktober 1950 Leiter des Demobilisierungsbüros war, welches in den Zuständigkeitsbereich des Ministeriums für Gesundheit und Wohlfahrt fiel.

## Weblink
- Kōzuki, Yoshio. In: The Generals of WWII (generals.dk). Abgerufen am 21. Juli 2023 (englisch).

| Personendaten    | Personendaten                                                                                             |
| ---------------- | --- |
| NAME             | Kōzuki Yoshio                                                                                             |
| ALTERNATIVNAMEN  | 上月良夫 (japanisch)                                                                                      |
| KURZBESCHREIBUNG | japanischer Offizier, Generalleutnant der Kaiserlich-Japanischen Armee, Vize-Minister für Demobilisierung |
| GEBURTSDATUM     | 7. November 1886                                                                                          |
| GEBURTSORT       | Präfektur Kumamoto                                                                                        |
| STERBEDATUM      | 3. April 1971                                                                                             |
| STERBEORT        | Präfektur Tokio                                                                                           |